# Medicaid
Medicaid là một chương trình chính phủ tại Hoa Kỳ cung cấp bảo hiểm y tế cho người lớn, trẻ em có thu nhập thấp. Chính phủ liên bang và các tiểu bang cùng phối hợp quản lý và tài trợ cho chương trình này. Đây là một trong những chính sách quan trọng nhất của Hoa Kỳ nhằm cung cấp dịch vụ y tế và chăm sóc sức khỏe cho những người có thu nhập hạn chế. Các đối tượng đủ điều kiện tham gia Medicaid bao gồm phụ huynh có thu nhập thấp, trẻ em không được chăm sóc đầy đủ, người cao tuổi có nguồn lực tài chính hạn chế và người khuyết tật.  

## Liên tiếp ngoài
- TPB
  - Medicaid
- Bảo hiểm y tế (trang web chính thức để đăng ký)